# Izmeček
Izméček, izkašljáj ali spútum je izkašljana snov iz dihal (pljuč ali dihalnih poti). Vsebuje sluz, celice, lahko pa tudi gnoj, prah, mikroorganizme, delce hrane, kri ... Prisotna je tudi slina.  Med celicami v izmečku se lahko nahajajo bele krvničke, vrhnjične celice in tudi malignomske celice pri pljučnem raku.

## Odvzem izmečka
Mikrobiološka preiskava izmečka pripomore pri diagnosticiranju raznih pljučnih bolezni, kot so: akutni in kronični bronhitis, jetika, pljučni rak ...
Običajno si bolnik sam odvzame jutranji izmeček z izkašljanjem. Pri tem obstaja vedno tveganje, da se sputum onečisti z mikroorganizmi iz nosu ali žrela.